# Shock SuspenStories
Shock SuspenStories est un comic book américain créé par William Gaines et Al Feldstein et publié par EC Comics. Chaque numéro de ce bimestriel comportait quatre histoires : une de science-fiction, une d'horreur, une policière et une qui abordait un phénomène social (racisme, antisémitisme, corruption...). La mise en place du Comics Code Authority eut raison de ce comic book et sa publication cessa en décembre 1954 au numéro 18.

## Thématiques
Les bandes dessinées publiées par EC Comics tranchent avec la production générale dans différents domaines. Les dessinateurs sont libres de garder leur style et peuvent garder leur liberté artistique, tant que le scénario et les textes sont respectés. Les scénarios sont travaillés et plusieurs auteurs de romans de science-fiction collaborent avec EC. Enfin, une politique éditoriale claire apparaît au travers des récits proposés. Celle-ci est décidée par William Gaines, propriétaire, éditeur et scénariste de EC reflète ses idées libérales. Shock SuspenStories qui inclut un récit de société présente clairement cette vision. Ainsi The guilty aborde le racisme en mettant en scène un noir accusé injustement d'avoir tué une femme blanche et qui se fait assassiner par le shérif avant qu'un avocat des droits civils arrive.

## Publication
Humanoïdes associés
Les Meilleures Histoires de suspense Paris : Humanoïdes associés, coll. "Xanadu", 1983, 120 p.
Akileos
1. Shock SuspenStories volume 1 : / Al Feldstein, Bill Gaines. Akileos : juin 2014, 208 p. Recueil des numéros 1 à 6 de Shock SuspenStories (24 histoires).
2. Shock SuspenStories volume 2 : / Al Feldstein, Bill Gaines. Akileos : février 2016, 208 p. Recueil des numéros 7 à 12 de Shock SuspenStories (24 histoires).
3. Shock SuspenStories volume 3 : / Al Feldstein, Bill Gaines. Akileos : juin 2019, 176 p. Recueil des numéros 13 à 18 de Shock SuspenStories (24 histoires).